# محمود غنی‌زاده
محمود غنی‌زاده سلماسی (۱۲۵۸ خورشیدی – ۱۳۱۳ خورشیدی) روزنامه‌نگار و شاعر مشروطه‌خواه ایرانی بود.

## زندگی‌نامه
میرزا محمود، فرزند میرزا غنی، از آزادیخواهان آذربایجان و از پیشتازان مشروطیت ایران در ماه جمادی‌الثانی ۱۲۹۶ هـ. ق (برابر با سال ۱۲۵۸ شمسی) در شهر سلماس به دنیا آمد. ابتدا به تجارت مشغول شد و در اوایل جوانی دورادور با سید جلال‌الدین کاشانی، مدیر روزنامه حبل‌المتین چاپ کلکته، مکاتبه داشت و به تشویق او گاهی مقالاتی برای این روزنامه می‌فرستاد. در مسافرتی که به قفقاز کرد، با میرزا عبدالرحیم طالبوف طرح دوستی ریخت و پس از بازگشت به ایران در محرم سال ۱۳۲۵ هـ. ق (حدوداً، اسفند ۱۲۸۵) روزنامه فریاد را در شهر ارومیه بنیاد نهاد. غنی‌زاده، در اوایل ۱۳۲۶ هـ ق، دو ماه پیش از کودتای محمدعلی میرزا و توپ بستن مجلس، به دعوت دوستانش به تبریز رفت و در روزنامه شورای ایران مقالاتی نوشت. پس از چندی ستارخان وی را که منشی مخصوصش بود، به نمایندگی انجمن ایالتی تبریز تعیین کرد و با تصویب انجمن، روزنامه‌ای به نام انجمن تأسیس شد که دو سال دوام یافت و ادارهٔ آن را غنی‌زاده به عهده داشت. سپس روزنامه دیگری به نام بوقلمون انتشار داد و نیز روزنامهٔ شفق، که دارنده آن صادق رضازاده شفق بود، در سال‌های اول و دوم به مدیریت او انتشار می‌یافت. در سال ۱۳۲۸ هـ. ق، به تشویق حاجی مخبرالسلطنه هدایت، والی آذربایجان، روزنامه هفتگی محاکمات را تأسیس کرد. غنی‌زاده در اواسط سال ۱۳۲۹ هـ. ق، مأمور تشکیل عدلیه سلماس شد و از نشر روزنامه محاکمات و همکاری با روزنامه شفق دست کشید.
غنی‌زاده پس از ورود سپاهیان روس به تبریز و پیشامد محرم خونین ۱۳۳۰ هـ ق، با جمعی از آزادیخواهان آذربایجان به استانبول مهاجرت کرد و در آنجا در ضمن داد و ستد، با ادبیات ترک آشنا شد و گاه‌وبیگاه در روزنامه اختر که ایرانیان مقیم استانبول انتشار می‌دادند، بر ضد تجاوزات روس و انگلیس به ایران اشعار و مقالاتی می‌نوشت. شعری که در همان هنگام اقامت در استانبول و اشغال کشور از طرف نیروی بیگانه به نام «نالش و نیاز» در تضمین غزل معروف حافظ سروده و در تاریخ ذیقعده سال ۱۳۳۳ هـ. ق، در روزنامه اختر به چاپ رسیده، و مثنوی معروف او «هذیان» با الهام از سبک جدید شعر عثمانی سروده شده‌است.
غنی‌زاده در اواخر سال ۱۹۱۵ میلادی (۱۲۹۴ خورشیدی)، که بحبوحه جنگ جهانی اول بود، به برلین رفت و چندی در تحریر مجله کاوه با تقی‌زاده و دیگر ایرانیان مقیم برلین همکاری کرد و در چاپخانه کاویانی آنجا تصحیح سفرنامه ناصرخسرو، زادالمسافرین، وجه دین، مجموعهٔ رباعیات عمر خیام و کتاب‌های دیگر را به عهده گرفت. پس از پایان جنگ که بعضی از نویسندگان ترک، از جمله سلیمان نظیف و روشنی بیگ مطالب ناروایی بر ضد ایران انتشار می‌دادند، غنی‌زاده رسالهٔ مستدل و محکمی به عنوان پاسخ به روشنی بیگ به زبان ترکی نوشت و در برلین منتشر ساخت. غنی‌زاده مدتها در کتابخانهٔ ملی برلین مشغول به کار بود و در آنجا از روی مآخذ و منابع موثق دربارهٔ تاریخ آذربایجان مطالعه و تتبع کرد و یادداشت‌های گرانبهایی فراهم آورد که تا آخر عمر فرصت تنظیم آن‌ها را نیافت.

## درگذشت
محمود غنی‌زاده پس از چهارده سال دوری از وطن در اواخر بهار سال ۱۳۰۵ شمسی به ایران بازگشت و در آبان ماه آن سال روزنامه سهند را در تبریز تأسیس کرد. غنی‌زاده در روز سی ام بهمن ۱۳۱۳ در تبریز درگذشت. وی را در گورستان طوبائیه تبریز دفن کردند اما چندین دهه بعد در جریان تبدیل این گورستان به بوستان مفاخر تبریز قبر وی نابود شد.